# Кіракос Ґандзакеці
Кіракос Гандзакеці (вірм. Կիրակոս Գանձակեցի близько 1203–1271) — вірменський історик. Його праці охоплюють тисячолітню історію Вірменії.

## Ім'я

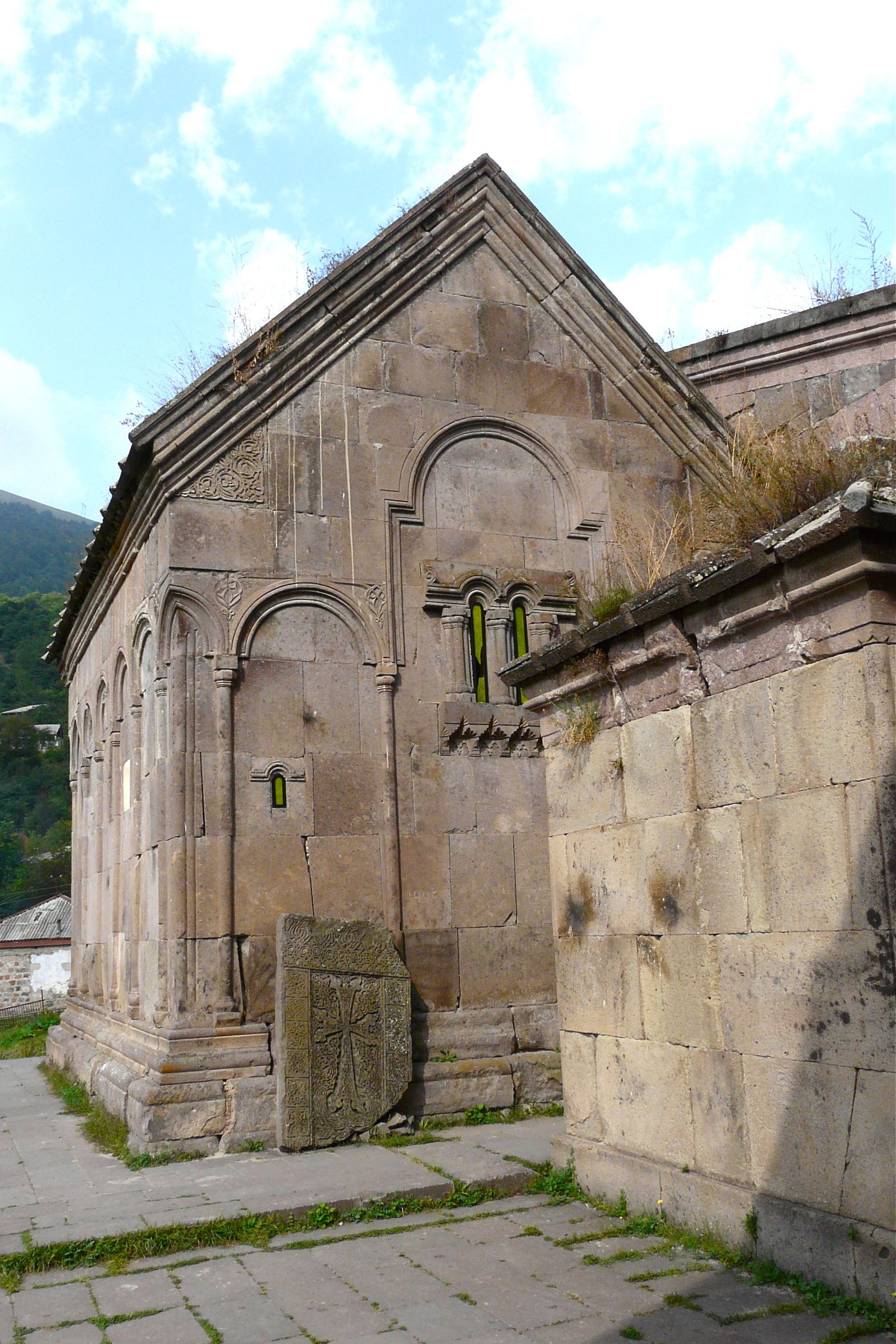
Монастир Гошаванк, де Кіракос Гандзакеці почав виклад своєї історії

Історик Кіракос був прозваний «Гандзакеці» досить пізно. Вперше цей варіант його імені зустрічається в рукописі 1617 року. Всі інші стародавні історики його називали Кіракос або Кіракос Вардапет. Сам він називає себе Кіракос Аревелці. З нових істориків перший, хто назвав Кіракоса «Гандзакеці», був Мікаел Чамчян в 1784 році у своїй книзі «Історія Вірменії». Надалі, починаючи з видання 1858 року, він був названий Кіракос Гандзакеці. Його називали також Гетікці, за назвою монастиря Нор Гетік.

## Біографія
Кіракос Гандзакеці народився на початку XIII століття, близько 1203 року, в районі Гянджі, згідно з повідомленням його ж «Історії Вірменії» «в країні Гянджак». Навчався в школі монастиря Нор Гетікі в області Кайен у Ванакана Вардапета. Після 1215 року продовжив навчання в монастирі Хоранашат, в 1225 році перебрався в Лорут. Навесні 1236 року Кіракос Гандзакеці потрапив в полон до монголів, звідки втік восени того ж року і повернувся до Вірменії. 1251 року в Нор Гетіці приєднав свій голос до відповіді представників східковірмернської церкви папі Інокентію IV відносно символа віри. Після смерті Ванакана ймовірно очолив Нор Гетікський монастир і займався викладацькою роботою. Як добре обізнаний інтелектуал 1255 року особисто зустрівся з королем Кілікійської Вірменії Хетумом I і поінформував його про політичну ситуацію на Південному Кавказі. Помер Кіракос в Кілікії, як повідомляє Григор Акнерці, в 1271 році «У 720 р. за вірменсько системою числення преставився в Христі славні вардапети наші, Кіракос і Вардан».

## «Історія Вірменії»
| |  |
| 1. Сторінка рукопису «Історії Вірменії» 2. Титульний лист видання 1865 року під заголовком «Коротка історія періода, минулого з часу святого Григора до останніх днів». |  |

У вірменській історіографії період монгольської навали і панування представлений більш ніж 10 цінними історіографічними працями. Крім дрібних хронік і колофон рукописів, збереглися значні праці Вардана Великого, Григора Акнерці, Смбата Гундстабля, Мхітара Айріванеці, Степаноса Орбеляна, ставлення яких до монголів різнилося. Кіракос, один з найбільш найважливіших вірменських істориків XIII століття, є яскравим представником тих істориків, які ставилися до татаро-монголів дуже негативно. Він також повідомляє цінні дані історії цього періоду. Започаткований у 1241 році та завершений в 1265—1266 роках його праця охоплює тисячолітню політичну, соціальну, економічну, релігійну та культурну історію Вірменії, починаючи від християнізації на початку IV століття до часу життя автора. Книга складається з 65 глав і вступної передмови:
|  | Кожен з колишніх працівників знаходив місце, з якого починав [розповідь]: або [правління] прославленого царя, або початок знаменитих родів. Ми ж позбавлені усього цього тому, що царство у нас - як Аршакідське, так і Багратідське - давно минулося, князів вірменського походження, за винятком тих, хто ховається і тих, хто сховався десь в чужих країнах, ніде не видно |

 Повна назва праці - «Коротка історія періоду, що минув з часу святого Григора до останніх днів, викладена вардапетом Кіракосом в прославленій обителі Гетіці» (вірм. Համառօտ պատմութիւն ժամանակաց ի սրբոյն Գրիգորէ մինչև ցյետին աւուրս թևացեալ, արարեալ Կիւրակոսի վարդապետի ի մեծահռչակ ուխտն Գետկայ Як видно зі стилю вона написана не самим Кіракосом, а подальшими переписувачами. Створюючи «Історію Вірменії», Кіракос Гандзакеці використовував документи релігійного і богословського змісту, зразки життєвої літератури, св. Писання та різні церковно-канонічні грамоти; він користувався також даними істориків християнської церкви взагалі (як, наприклад, Євсевія Кесарійського, Сократа Схоластика), а також авторитетних діячів вірменської церкви. З історичних праць, що стали джерелом для Кіракос Гандзакеці, дослідники згадують в першу чергу твори Мовсеса Каганкатваці і Самуель Анеці, а через останнього і Іованнеса Саркавага. До них слід зарахувати і  твір вардапета Ванакана, що не дійшов до нас. Крім цих робіт Кіракос добре знав твори майже всіх вірменських істориків - як древніх, так і середньовічних. 
Праця Кіракоса Гандзакеці ділиться на дві частини. У першій подано компілятивний огляд історії вірменського народу з перших днів прийняття християнства і до появи татар. Друга частина — самостійний виклад достовірної історії монгольської навали на Вірменію, написаний очевидцем і учасником подій, що чергується з різними документами богословського і церковно-канонічного характеру.